# Гринуэй (тип парка)
Гринуэй (англ. Greenway; с англ. — «Зелёная дорожка») — дорожка общего использования (пешеходы, велосипедисты, реже — люди на роликовых коньках), тропа вдоль полосы неосвоенной земли в городской или сельской местности, отведённая для рекреационного использования или охраны окружающей среды. Гринуэи часто создаются на месте заброшенных железных дорог (железнодорожная тропа), канальных бечевников, right-of-way коммунальных компаний или заброшенных промышленных земель. Гринуэи также могут быть линейными парками или служить экологическими коридорами. Поверхность дорожки может быть вымощена и часто предназначена для нескольких типов пользователей: прогуливающихся, бегунов, велосипедистов, роликовых конькобежцев, пеших туристов. Характеристикой гринуэя, по определению European Greenways Association, является «легкость передвижения»: то есть они имеют «малый или нулевой уклон», так что ими могут пользоваться «все люди, включая лиц с ограниченными возможностями передвижения».
В Южной Англии термин Greenway также относится к древним дорогам-тропам или «зелёным аллеям», особенно тем, которые встречаются на меловых равнинах, таких как Риджуэй.
В русском языке данный термин не используется, он распространён только в Западном мире.

## Определение
Гринуэи являются растительными, линейными и многоцелевыми. Они включают в себя пешеходные и/или велосипедные дорожки в пределах линейного парка. В городском дизайне они являются компонентом планирования велосипедных маятниковых поездок и пешеходной доступности. Британская организация Sustrans, которая занимается созданием велосипедных дорожек и гринуэев, заявляет, что маршрут без дорожного движения «должен быть спроектирован исходя из предположения, что им будут пользоваться все», и должны быть приняты меры «для оказания помощи людям с нарушениями зрения и мобильности».
Американский писатель Чарльз Литтл в своей книге 1990 года «Greenways for America» определяет greenway так:

Линейное открытое пространство, созданное либо вдоль естественного коридора, такого как набережная реки, долина ручья или горный хребет, либо по суше вдоль железнодорожной полосы отвода, переоборудованной для рекреационного использования, канала, живописной дороги или другого маршрута. Это естественная или озеленённая трасса для пешеходного или велосипедного проезда; «соединитель» открытого пространства, связывающий парки, природные заповедники, культурные объекты или исторические места друг с другом и с населёнными пунктами; определённые на местном уровне ленточные или линейные парки, обозначаемые как parkway или greenbelt.

Термин greenway был образован слиянием green из green belt и way из parkway, то есть, подразумевается рекреационное или пешеходное использование, а не типичный уличный коридор, а также делая акцент на насаждении или поддержании растительности в местах, где она отсутствует. Некоторые гринуэи включают в себя общественные сады, а также типичный ландшафтный дизайн в парковом стиле с деревьями и кустарниками. Как правило, они не имеют прерываний и разрывов. Гринуэи во многом напоминают линейные парки, однако последние встречаются только в городах и пригородах.
European Greenways Association даёт такое определение:

Коммуникационные маршруты, предназначенные исключительно для немоторизованных поездок, разработаны комплексным образом, что улучшает как окружающую среду, так и качество жизни в окружающей местности. Эти маршруты должны соответствовать стандартам ширины, уклона и состояния поверхности, чтобы гарантировать удобство использования и низкий уровень риска для всех людей.

- Ист-Кост-Гринуэй[англ.] в США длиной 4800 км
- Дорожка для бега трусцой в городе Пори (Финляндия)

## Характеристики
В уже упоминавшейся книге «Greenways for America» описаны пять основных типов гринуэев:
- На берегу городской реки (или другого водоёма), обычно создаваемые в рамках программы реконструкции (или вместо неё) вдоль заброшенных, зачастую обветшалых городских набережных.
- Зелёные зоны отдыха, включающие в себя дорожки и тропинки различного рода, часто тянущиеся на довольно большие расстояния, основанные на естественных коридорах, а также на каналах, заброшенных железнодорожных путях и общественных right-of-way.
- Экологически значимые природные коридоры, обычно вдоль рек и ручьёв и реже вдоль горных хребтов, которые обеспечивают миграцию диких животных и обмен видами; изучение природы и пешие походы.
- «Живописные» и «Исторические» маршруты, обычно проходящие по дороге, шоссе или водному пути, наиболее показательные из них стараются обеспечить доступ пешеходов вдоль маршрута или, по крайней мере, места для высадки из автомобиля.
- Комплексные системы или сети гринуэев, обычно основанные на естественных формах рельефа, таких как долины или горные хребты, но иногда просто удачное сочетание гринуэев и открытых пространств различного рода для создания альтернативной муниципальной или региональной зелёной инфраструктуры[англ.].

Ландшафтный архитектор Том Тёрнер выделяет семь типов (шаблонов, моделей) гринуэев:
- Парковая дорожка[англ.] — «пейзажный проезд». Этот термин, в частности, используется для обозначения проезжей части в парке или примыкающей к парку, въезд на которую грузовикам и другим тяжелым транспортным средствам запрещён.
- «Голубая дорожка» — водная тропа[англ.].
- «Мощёная дорожка» — дорожка с улучшенным покрытием, тротуар. «Вдоль основных пешеходных маршрутов должны быть обустроены хорошо спроектированные тротуары с соответствующими насаждениями и уличными объектами».
- «Стеклянная дорожка» — застеклённый проход между зданиями. Тёрнер выступает за их более широкое использование в городах.
- «Небесная дорожка», «небесный мост» — надземный тип пешеходной дорожки, соединяющей два или более зданий в городской местности или соединяющей возвышенные точки в горных рекреационных зонах.
- «Эко-дорожка» — связанные зелёные насаждения или «зелёный коридор», включая приусадебные участки в городе.
- Велодорожка.

- Паркленд-Уок[англ.] в Лондоне
- Гринуэй в городе Нордхорн (Германия)
- Гринуэй «Река Гудзон» в Нью-Йорке. Предупреждающая надпись гласит: «Движение моторизированных транспортных средств запрещено (включая электровелосипеды и электросамокаты)».

## Вдоль берега
В некоторых странах, особенно в Австралии и США, распространены такой тип парков как foreshoreway (дорожка вдоль берега) или oceanway (океанская дорожка). Обычно они открыты для пешеходов и велосипедистов. Они похожи на эспланады и променады. Foreshoreway обычно связаны с идеей «устойчивого транспорта».
Из наиболее ярких примеров парков такого типа можно привести Манхэттен-Уотерфронт-Гринуэй длиной 51 км, Gold Coast Coastal Cycle Route (36 км), Чикагская озёрная тропа (30 км), Ист-Ривер-Гринуэй (15 км), New Plymouth Coastal Walkway (13 км).

## Некоторые известныегринуэи
- Ист-Кост-Гринуэй[англ.] — США, 4800 км.
- Манхэттен-Уотерфронт-Гринуэй[англ.] — США, 51 км.
- Монаднок-Сунапи-Гринуэй[англ.] — США, 80 км.
- Олоун-Гринуэй[англ.] — США, 7,2 км.
- Паркленд-Уок[англ.] — Великобритания, 5 км.
- Роуз-Фицджеральд-Кеннеди-Гринуэй[англ.] — США, 2,4 км.
- Роуэй-Ривер-Паркуэй[англ.] — США, создана в 1920-х годах.
- Трансканадская тропа — Канада, 24 134 км.
- Хай-Лайн — США, 2,33 км.
- Чикагская озёрная тропа[англ.] — США, 30 км.
- Boise greenbelt[англ.] — США, 32 км.
- EuroVelo — Европа, >56 000 км (на ноябрь 2022 года).
- Greater Grand Forks Greenway[англ.] — США, 32 км.
- Otago Central Rail Trail[англ.] — Новая Зеландия, 150 км.
- RAVeL network[англ.] — Бельгия, >1440 км (на январь 2022 года).

- Манхэттен-Уотерфронт-Гринуэй[англ.]
- Олоун-Гринуэй[англ.]
- Роуз-Фицджеральд-Кеннеди-Гринуэй[англ.]
- Трансканадская тропа
- Хай-Лайн
- Otago Central Rail Trail[англ.]
- RAVeL network[англ.]